# オヤジぃ。
『オヤジぃ。』は、2000年10月8日から12月17日まで毎週日曜 21:00 - 21:54に、TBS系列の「東芝日曜劇場」枠で放送された日本のテレビドラマ。

## 概要
「頑固親父」を取り巻く家族の騒動を描いた物語。『東芝日曜劇場』20世紀最後の作品。
主演は田村正和。お笑い芸人の加藤浩次はこのドラマで俳優デビュー。
視聴率は全て20％を超え、最終回には最高視聴率28%を記録。同クールではフジテレビ系『やまとなでしこ』に次ぐ大ヒットドラマとなった。
花*花による主題歌「さよなら 大好きな人」も大ヒットした。

## あらすじ
開業医の神崎完一は今時珍しい頑固で曲がった事が大嫌いな偏屈親父。自分が正しいと思えば、何処だろうと誰であろうと一言言わないと気が済まない。そんな完一の妻・美矢子、優等生で大人しい小学校教師の長女・小百合、短大生で気が強い次女・すず、医学部を目指す浪人生の長男・正はいつも振り回されっぱなし。しかしその完一も、実はシングルマザーであるホステスの君塚真知子の前では、愚痴をこぼし甘えてしまう。ある日、すずがエリート会社員の国東博と結婚すると言い出し、それが一連の騒動の発端となる。

## 登場人物

### 神崎家
神崎 完一〈55〉
演 - 田村正和
神崎家の大黒柱。神崎医院（内科、小児科）の医者で、昔頑固親父を絵に描いたような人物。
大学病院に勤務している頃、次期教授の目もあったが、現職教授の不正を見過ごしにはできず、一言物申したことにより大学を辞めることになり、神崎医院を開業した。患者に優しいところもあるが、過保護な親や言うことを聞かない患者にはきつい口調で一言物申す。
口には出さないが子供達のことを常に考えており、すずや正を叱ってしまう度に内心では反省している。他人の子供であっても悪いことをすれば容赦なく激怒するなど後先感がない行動の反面、理路整然と激怒した理由を語る故に相手の逃げ道まで絶ってしまうことが多い。美矢子を心の底から大切にしているが、同僚との付き合いを通じて知り合った真知子に一時ながら惹かれてしまうなど女性に対する耐性は皆無に近い。
実はかつて美矢子が自分よりも幸介に惹かれていたこと、美矢子が幸介に振られたことを喜んでいる自分がいたこと、傷心の美矢子につけいる形で両想いになれたことをずっと気に病んでいる（美矢子の方はそういった完一の幼稚な部分も含めて本当に好きになった）。
神崎 すず〈20〉
演 - 広末涼子
神崎家の次女。短大生。国東博と出会い、突然結婚すると言う。
家族だけでなく友人達からもトラブルメイカーと認識されており、博との結婚中止に関しても陰口を叩かれるなど人間関係には苦労している。短大を中退し、職もなかなか決まらない間に詐欺事件に巻き込まれる。数々のトラブルを経て人間的に大きく成長、完一の愛に触れ、医学部受験にチャレンジし、完一の後継者を目指すこととなった。
神崎 小百合〈27〉
演 - 水野美紀
神崎家の長女。君塚真知子の息子・進太郎の担任で教師。
神崎家の良心として家族のいさかいを仲裁しているが、実際にはうんざりさせられている。内心では正の浪人やすずの結婚中止を嘲笑っており、そういった負の感情を抱く自分自身を含め皆を軽蔑している。ストレスの反動もあり、妻の状態に悩む靖彦と浮気に走って身籠ってしまう。妊娠が発覚し家出して一人暮らしを始めるが、後に靖彦と別れ、シングルマザーの道を選ぶ。妊娠が学校側に発覚したことで職を失うが、完一とは和解し、神崎家に戻り、無事に出産。
神崎 正〈19〉
演 - 岡田准一（V6）
神崎家の末っ子で長男。予備校生。完一の病院の跡取りとして期待され育てられている。完一からの期待と自身の現実の間で苦悩しているが、実際には自分で何一つ決められず肝心なところで逃げ出す癖がある。すみかとの出逢いや完一との大喧嘩を経て家出、数々の失敗を経て、写真家の見習いとなった。
ガンジー（犬）
神崎家の飼い犬、一家の動向を見守る役目として出演。よく吠える犬。
何気に完一の愚痴に日々つきあっており、完一が後ろ向きになるとかみつく形で叱咤激励している。
神崎 美矢子〈？〉
演 - 黒木瞳
完一の妻で、良妻賢母である。
完一の幼稚な部分には閉口しているが、卑怯なことは許さず助けを求めている人を絶対見捨てようとしない完一のことは心の底から愛している。大病院でのしがらみに正論で対抗した完一が職を失った際には診療所設立のため奔走するなど内助の功で支え続けた。
実はかつて完一よりも幸介に惹かれていた。落ちぶれた幸介と再会した際には幸介の親の命令で交際できなかったという真実を知り動揺するも、一時の気の迷いを経て完一のところへ戻った。実は完一が自分の傷心を利用する形で結婚したことに良心の呵責を感じていることを理解しており、そういった小心者な部分も含めて完一を愛している。

### 国東家
国東 裕治
演 - 中丸新将
博の父、通産省の高級官僚。
昔から家庭をないがしろにしていたらしく博に孤独な子供時代を強いたと完一から想像されている。博が同性愛者だと知った後は即座に縁を切るなど、親としての自覚は皆無に等しい。
国東 智恵子
演 - 松本留美
博の母。エッセイスト。
夫同様に昔から家庭をないがしろにしていたらしく博に孤独な子供時代を強いたと完一から想像されている。博が同性愛者だと知った後は夫と共に動揺した末に嘆き悲しみ、博の気持ちに歩み寄ろうとすらしなかった。
国東 博〈28〉
演 - 及川光博
すずが結婚しようとした相手。三友商事社員。
実は同性愛者であり、自分が女性を愛せないことに苦しんでいた。すずとの結婚を通して女性を愛そうと努力していたらしいが、博の言動から何かを察した完一により結婚式は中止となる。結婚中止の末に自分が同性愛者であることを表明したことを理由に左遷、事実上の退職を強制されてしまう。
親からも勘当されてしまい全てを失ったものの、自分を偽らず生きられるようにしてくれた完一には心から感謝している。退職の際には自分のために三友商事に乗り込んで激怒してくれた完一の行動には涙を流すほど感動しており、すずとも本当の意味で向き合うことができる関係となった。ゲイバーで「すず」と言う源氏名でイキイキと働いている。

### その他
大平 ゴロー〈31〉
演 - 加藤浩次（極楽とんぼ）
神崎医院によく訪れる、薬や医療機器・器具を届ける青空製薬の営業マン。小百合のことが好き。
小百合の妊娠を知った際は動揺し傷心に陥るも、小百合も自暴自棄に陥っていることを理解した後は叱咤激励するなど漢気を見せる。最終回では、真知子と進太郎と仲良くしている光景が見られた。
すみか〈18〉
演 - 矢沢心
ガングロギャル。前の男に振られて落ち込んでいた所を正に優しくされ、正を好きになる。その後、何かと正と行動を共にすることが多い。一度だけ素顔で登場したこともある（第10話）。ギャル語のほかに、「だっちゃ」などを使っている。最終的には看護師になることを決意する。完一をはじめとする神崎家の人間とも親しく接しており、時にはギャル目線から正論をぶちかますこともある。
温子〈25〉
演 - 今井陽子
神崎医院の看護師。完一からは「あっちゃん」と呼ばれ頼りにされている。
完一が患者のことを本気で考える人間であると知っている数少ない理解者の一人。弱気になった完一が閉院を考えた際は本気で激怒、神崎医院以外では働く気がないことを宣言した。
広瀬
演 - 木場勝己
カメラマン。街中で撮影中に正と出逢う。
弟子入りを申し出た正に対し、趣味ではなく仕事で写真を撮ることの厳しさを伝える。当初はすぐにあきらめると判断していた正が意外にも根性を見せたことで付いて回ることを許可する。その後は付き人ではなく弟子として扱っているらしく、小百合の出産を喜ぶ正に対しても素直に祝福を告げている。
君塚 進太郎
演 - 高橋隆大
真知子の息子。
教頭
演 - 須永慶
小百合の勤める私立小学校の教頭。小百合の妊娠を知り、保護者たちが騒ぎ出すやいなや、学校から追放同然の扱いにした。
堤 恵子
演 - 澤口夏奈子
靖彦の妻。交通事故で車椅子。靖彦のことも認識できないなど靖彦を絶望させる状況にあり、靖彦と小百合の浮気へとつながった。
堤 靖彦
演 - 仲村トオル
小児科医師。小百合の浮気相手。大病院特有の派閥争いや総回診など患者を考えない病院のやり方に疑問を感じている。小百合の将来を思った完一に諭され、小百合に別れを告げる。
松嶋 幸介〈47〉
演 - 山口祐一郎
美矢子が昔好きだった相手。裕福な家庭で育つ優秀な美男子だったらしく、かつて美矢子との駆け落ちをすっぽかした。
後に落ちぶれた姿で美矢子と再会。今は亡き幸介の両親が健在だった頃に美矢子との交際を猛反対された過去、美矢子を想っていたのに両親の意見に逆らえず駆け落ちできなかったという真実を伝える。親の意見に逆らってでも美矢子と結婚すべきだったという自分の本心に気付き復縁を申し出た。
君塚 真知子〈30〉
演 - 石田ゆり子
完一が飲みに行くなじみの店のホステス、進太郎の母親。小百合とは、進太郎を通じて、その担任と保護者との関係から、友人関係へ発展する。客であった完一に惹かれていく。

## スタッフ
- 脚本 - 遊川和彦
- 演出 - 清弘誠、吉田秋生、片山修、佐々木雅之
- 主題歌 - 花*花「さよなら 大好きな人」[8]
- 演出補 - 佐々木雅之、波多野貴文、山室大輔、田中大二朗
- 協力 - 東通、緑山スタジオ・シティ
- プロデューサー - 八木康夫
- プロデューサー補 - 壁谷悌之
- 制作 - TBS ENTERTAINMENT
- 製作著作 - TBS

## 受賞歴
- 第27回ザテレビジョンドラマアカデミー賞[9]
  - 最優秀作品賞
  - 助演女優賞（広末涼子）

## 放送日程
| 各話                                                     | 放送日         | サブタイトル     | 演出       | 視聴率 |
| -------------------------------------------------------- | -------------- | ---------------- | ---------- | ------ |
| 第1話                                                    | 2000年10月8日  | 怒れ! ガンコ親父 | 清弘誠     | 21.7%  |
| 第2話                                                    | 2000年10月15日 | オヤジ撃沈       | 清弘誠     | 24.4%  |
| 第3話                                                    | 2000年10月22日 | 史上最悪の結婚式 | 吉田秋生   | 22.3%  |
| 第4話                                                    | 2000年10月29日 | 長女の正体       | 片山修     | 23.7%  |
| 第5話                                                    | 2000年11月5日  | 独裁者の涙       | 清弘誠     | 25.4%  |
| 第6話                                                    | 2000年11月12日 | 婚約者の秘密     | 片山修     | 24.6%  |
| 第7話                                                    | 2000年11月19日 | 入院患者は見た   | 清弘誠     | 23.3%  |
| 第8話                                                    | 2000年11月26日 | 浮気白書         | 清弘誠     | 25.3%  |
| 第9話                                                    | 2000年12月3日  | 涙の授業参観     | 佐々木雅之 | 24.5%  |
| 第10話                                                   | 2000年12月10日 | 神崎家崩壊       | 清弘誠     | 22.8%  |
| 最終話                                                   | 2000年12月17日 | いちばん大切な人 | 清弘誠     | 28.0%  |
| 平均視聴率 24.2%（視聴率はビデオリサーチ調べ、関東地区） |                |                  |            |        |